# La Demoiselle et son revenant
Pour plus de détails, voir Fiche technique et Distribution.
La Demoiselle et son revenant (sorti également sous le titre Oncle Tisane) est un film français réalisé par Marc Allégret, sorti en 1952.

## Fiche technique
- Titre français : La Demoiselle et son revenant
- Titre alternatif : Oncle Tisane
- Réalisation : Marc Allégret
- Assistant : Marcel Camus
- Scénario : Gaston Bonheur, Philippe de Rothschild
- Adaptation et dialogues : Roger Vadim, Gaston Bonheur, Philippe de Rothschild
- Décors : Jean Douarinou
- Photographie : Léonce-Henri Burel
- Son : Constantin Evangelou
- Montage : Suzanne De Troeye
- Musique : Gérard Calvi
- Production : André Halley des Fontaines
- Société de production : UGC
- Société de distribution : Alliance Générale de Distribution Cinématographique
- Pays The Naked Heart :  France
- Langue originale : français
- Tournage : du 9 juillet 1951 au 3 septembre 1951 aux studios de la Victorine
- Format : Noir et blanc — 35 mm — 1,37:1 — Son mono
- Genre : Comédie
- Durée : 87 minutes
- Dates de sortie : France : 3 septembre 1952

## Distribution
- Robert Dhéry : Jules Petitpas
- Annick Morice : Rosette
- Félix Oudart : Pompignan de Beauminet
- Catherine Fonteney : Hortense de Beauminet
- Henri Vilbert : Ledru
- Jean Richard : Ricard
- Kieron Moore : l'Américain
- Roland Armontel : le pharmacien
- Jacqueline Huet : Mathilde
- Germaine Grainval : Berthe
- Amena Ilami : Virginie
- Jacky Gencel : Marcelin
- Marcelle Hainia : la grand-mère
- Maurice Schutz : le doyen
- Jacques de Féraudy : l'académicien
- Jacques Legras : le duelliste
- Christian Marquand : le zouave
- Bernard Farrel
- Francis Gag
- Jean-Pierre Loriot
- Nicolas Vogel